# 洛兰·希拉斯
洛兰·希拉斯（英語：Lorraine Hillas，1961年12月11日—），澳大利亚女子曲棍球运动员。她曾代表澳大利亚国家队参加1984年和1988年夏季奥林匹克运动会曲棍球比赛，其中1988年奥运会获得一枚金牌。